# Тарапур (Махараштра)
Тарапур (англ. Tarapur, маратхи तारापुर) — город в Индии, штат Махараштра, округ Палгхар. Это промышленный город, расположенный в 45 километрах к северу от Вирара (англ.), на Западной железнодорожной линии Мумбайской пригородной железной дороги (англ.). В Тарапур можно попасть из Бойсара (англ.), ближайшей железнодорожной станции. Он находится в 20 километрах от индийского национального шоссе NH-8 (англ.).

## История
В 1280 году Тарапур упоминается среди городов захваченных Наикшем из Бхима, легендарным правителем Махима на острове Бомбей. В 1533 году Тарапур был сожжён португальцами. В 1556 году португальские владения около Тарапура существенно расширились и он был богатейшим среди округов Дамана. В 1559 годы было успешно отбито нападение абиссинских войск. В 1582 и, повторно, в 1612 году город безуспешно атаковали войска Моголов.

## Экономика

### Атомная электростанция
Тарапурская АЭС оснащена двумя кипящими водо-водяными реакторами, каждый мощностью 200 МВт (снижена до 160 МВт), первыми в Азии. Недавно введены в эксплуатацию два тяжеловодных реактора, каждый мощностью 540 МВт. Эти тяжеловодные реакторы являются не только самыми мощными ядерными реакторами в стране, но и вообще самыми мощными энергоустановками в Индии. Они введены на семь месяцев ранее запланированного срока и стоили гораздо меньше, чем ожидалось по первоначальной смете, усилиями Индийской корпорации по атомной энергии.
Тарапурская АЭС (T.A.P.S.) была построена американскими компаниями Bechtel и General Electric, около деревни Аккарпатти. Новые реакторы построены индийскими компаниями L & T и Gammon (англ.). Все эти реакторы находятся под управлением Индийской корпорации по атомной энергии. Обслуживающий персонал станции живёт в микрорайоне называемом T.A.P.S. Township. Микрорайон расположен в 15-ти минутах езды от Бойсара, ближайшей железнодорожной станции. Жилой микрорайон был построен компанией Bechtel для проживания американских и индийских работников. Поскольку здесь жили американские инженеры и техники, район имеет меленького американского городка, с хорошими тротуарами, большими домами, клубом с теннисным кортом, тренажёрным залом и плавательным бассейном, продуктовым магазином. Несмотря на то, что первоначальные жители американцы уже давно уехали, район продолжает процветать.

### Промышленная зона
В Тарапуре также расположены две крупнейшие промышленные зоны, принадлежащие Корпорации промышленного развития Махараштры (сокр. англ. MIDC) — Тарапурская промзона и Дополнительная тарапурская промзона. В них располагаются много предприятий по производству лекарств, химических продуктов тонкого органического синтеза, сталеплавильные заводы и несколько текстильных фабрик.
Среди известных промышленных производств можно упомянуть Zeus International Karamtara Engineering, Tata steel Global Wires India — Taar Company (крупнейший в Индии производитель кабельной продукции), Tatasteel CRC(W), D'decor (3-й в мире производитель штор и обивочных тканей), Lupin (крупнейший в мире производитель рифампицина, противотуберкулёзного лекарства), Custom capsule Pvt. Ltd. (производитель лекарственных капсул и оболочек различных размеров, мировой лидер в ветеринарных капсулах и ручных капсулонаполнительных машинах), Crown Chemicals Private Ltd. (часть Anthea Group), Encorp powertrans (гальванизация методом погружения), Jindal Steel, arti Drugs (анти-ВИЧ лекарства индинавир и невирапин), Strides Arcolab, Camlin, S. D. Fine Chemicals, S.G. Synthetics Pvt. Ltd., Valeron textile Pvt Ltd, Siyaram Silk Mills Ltd, Balkrishna Synthetics Asia, Indian Transformers Company Ltd, крупнейший производитель высоковольтных измерительных трансформаторов, Mudra Lifestyle Ltd.

### Газовая электростанция
Корпорация промышленного развития Махараштры предложила соорудить вспомогательную газовую электростанцию для Тарапурского промышленного района. Она решила исследовать возможность групповой вспомогательной электростанции (GCPP) как предлагалось в Законе об электричестве 2003 года. Позднее Корпорация привлекла консалтинговое агентство PricewaterhouseCoopers в качестве консультанта для анализа концепции GCPP.